# Chris Raab
Chris Raab, właśc. Christian Joseph Raab, także Raab Himself (ur. 21 maja 1980 w Willow Grove) – amerykańska osobowość telewizyjna. Związany z CKY Crew. Wystąpił w filmach Jackass: Świry w akcji, Jackass Number Two, Jackass 2.5, Haggard oraz w programach Jackass i Viva la Bam emitowanych w telewizyjnej stacji MTV. Zwykle bierze udział w popisach skaterskich i kaskaderskich.

## Życiorys
Urodził się i dorastał w Willow Grove w Pensylwanii wraz z bratem Jayem. Uczęszczał do East High School w West Chester, zanim został wydalony po tym jak wysmarował kałem szafkę. Ukończył Shippensburg University w Shippensburgu w Pensylwanii.
Po raz pierwszy zwrócił na siebie uwagę w 1999, występując w Landspeed presents: CKY. W 2008 wydał DVD zatytułowane Hotdog Casserole, które składało się ze skeczów, 30-minutowego filmu i dokumentalnego materiału. W obsadzie znaleźli się inni członkowie ekipy CKY, Brandon DiCamillo i Rake Yohn. W 2009 wspólnie z Brandonem DiCamillo nagrywał sceny do komedio-horroru The Vampires of Zanzibar (2010).

## Filmografia
- CKY: Landspeed (1999)
- CKY2K (2000)
- CKY Documentary (2001)
- Don’t Try This At Home: The Steve-O Video (2001)
- CKY 3 (2001)
- Jackass: Świry w akcji (2002)
- CKY 4: Latest & Greatest (2002)
- CKY: Infiltrate, Destroy, Rebuild (2003)
- Haggard: The Movie (2003)
- Jackass: Numer 2 (2006)
- Jackass 2.5 (2007)
- Hotdog Casserole (2008)
- The Vampires of Zanzibar (2010)